# Дворац Редл
Дворац Редл, Дворац "Редл Лајоша" или Редлов каштел се налази у насељу Растина, код села Гаково, на територији града Сомбора, на граници према Мађарској. Дворац Редл изграђен је 1818. године на месту старе католичке готичке цркве.

## Локација
У широј околини Сомбора постојало је неколико каштела и двораца овдашњих богатих породица, а један од њих је Дворац Редл у Растини. Налази се у улици Солунских бораца на броју 2.

## Историја
Растина, насеље крај Сомбора, је током целог 19. века била у поседу властелинске породице Редл. Породица Франца Редла ово властелинство добила је 1780. године да би овде 1818. године саградила свој дворац.
Чланови породице Редл становали су у Бечу, а току лета су навраћали у Растину.
За време барона Лудвига Редл, око 1900. године, дворац је дограђен, када је спојен са деловима старије католичке неоготичке цркве.

## Изглед дворца
Апсида старог храма са крстастим сводовима, капителима и луковима од камена протеже се до кровног венца новог објекта. По свему судећи ти делови су аутентични остаци за сада непознатог старијег објекта, а највероватније католичке цркве. Уклапајући ново у старо, пројектант новог објекта се руководио облицима готског стила, о чему говоре бочно постављени прозори. Допринос тумачењу да је ово био храм, даје објављена фотографија из 1905. године, на којој се види капела уклопљена у нови објекат, пре извршене преправке.
Дворац је спратни објекат компактне, скоро квадратне основе, у који се улази наглашеним прилазним степеништем. Улазна врата су увучена у односу на зидну масу и наглашена плитким пиластрима који се протежу дужином целе фасаде и наглашавају централни ризалит. Кровне масе су једноставне, четворосливне и доприносе компактности објекта, а поткровни венац је истурен и вишеструко профилисан.
Ово је јединствен пример архитектонског споја дела сакралне грађевине и дворца у Војводини.

## Дворац данас
Данас се у Дворацу Редл налази издвојено одељење Основне школе “Лаза Костић” из Гакова и предшколска установа, вртић "Рода". У његовом подруму дуго година уназад, налазе се просторије и свлачионице фудбалског клуба из Растине.
Дворац је проглашен за културно добро.

## Галерија
- Дворац Редл
- Дворац Редл
- Дворац Редл
- Дворац Редл
- Дворац Редл
- Дворац Редл
- Дворац Редл
- Дворац Редл
- Дворац Редл
- Дворац Редл
- Дворац Редл
- Дворац Редл